# 後藤重巳
後藤 重巳（ごとう しげみ、1934年（昭和9年）9月7日 - 2014年（平成26年）4月23日）は、大分県直入郡入田村（現・竹田市）出身の歴史学者（日本近世史）。別府大学名誉教授。大分県の近世史研究における第一人者とされる。

## 経歴

### 出生

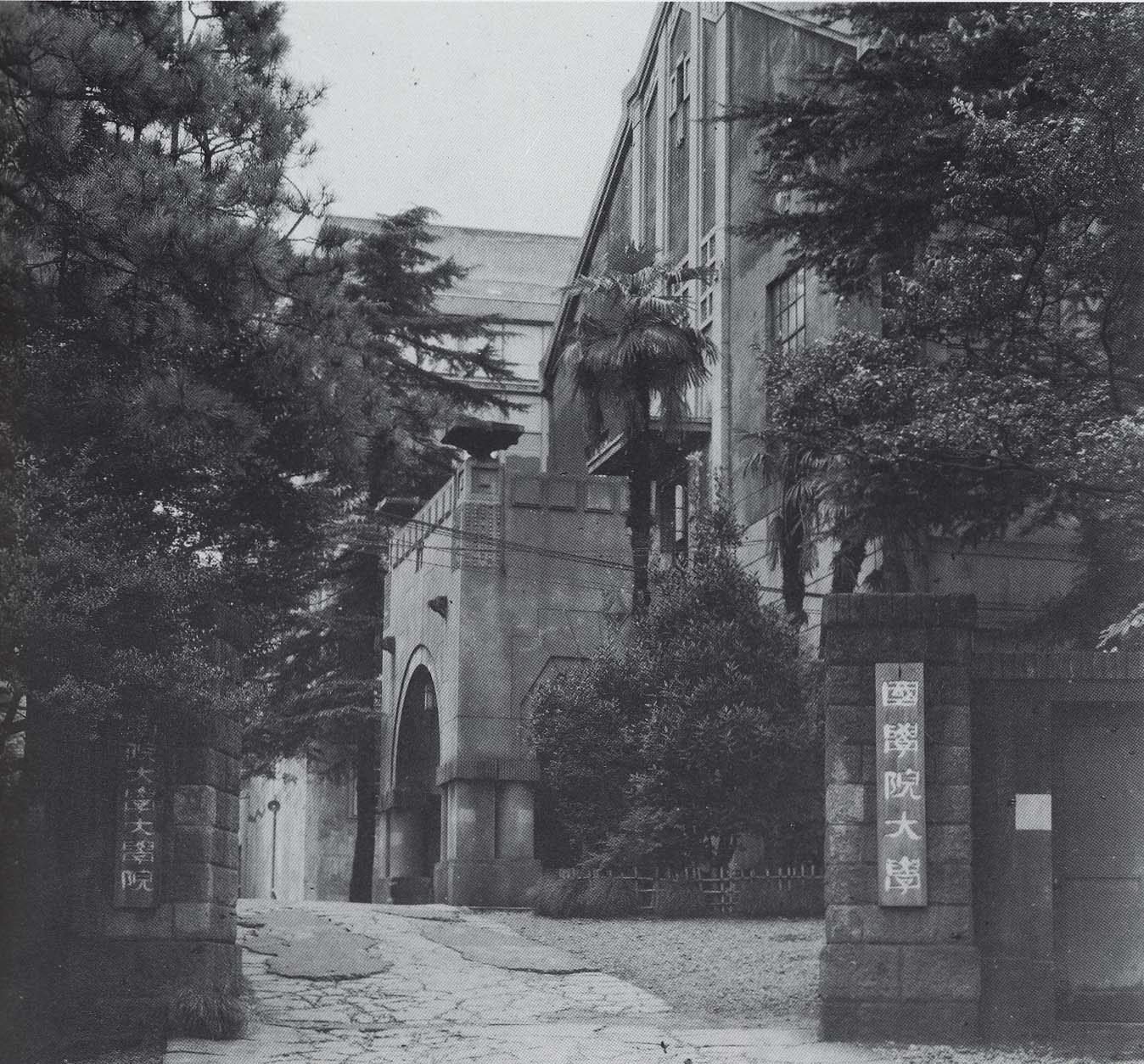
母校の國學院大學

1934年（昭和9年）9月7日、大分県直入郡入田村（現・竹田市）に生まれた。父は入田村長を務めた後藤千代巳、母はハツ子。

### 歴史学者として

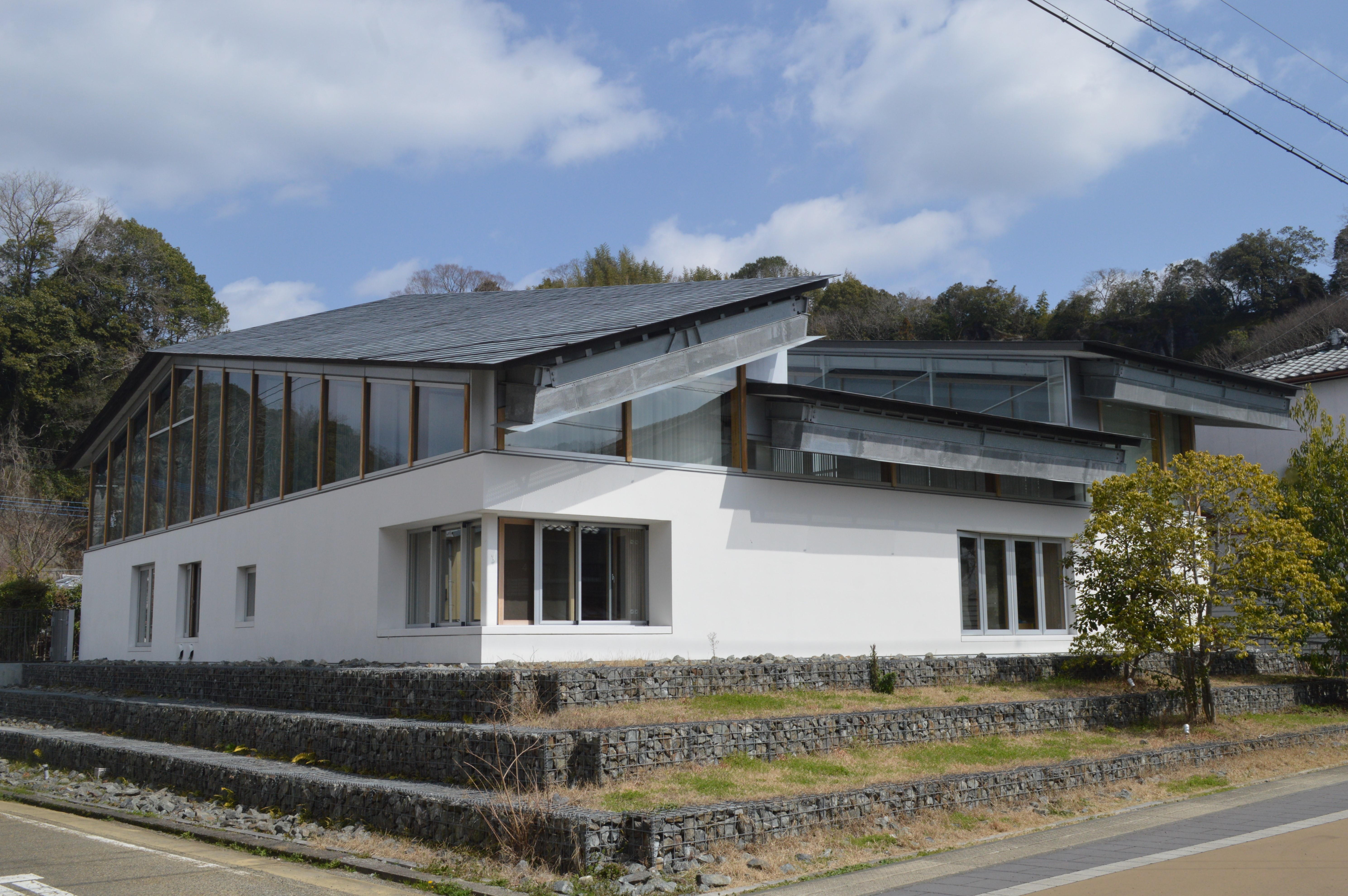
後藤重巳文庫を所蔵する竹田市立図書館

1953年（昭和28年）3月に大分県立竹田高等学校を卒業し、1957年（昭和32年）3月に國學院大學史学科を卒業した。1961年（昭和36年）には別府大学助手と別府大学附属高等学校（現・明豊中学校・高等学校）教諭に就任した。その後別府大学文学部教授に就任し、史学科と文化財学科で教鞭を取った。
別府大学文学部長、学校法人別府大学理事、別府大学附属博物館館長などの役職を歴任した。23年に渡って出身校の國學院大學国史学会評議員を務めたほか、賀川光夫の後任として別府大学史学研究会会長を務めた。別府大学附属博物館では、近世資料の翻刻や近世文書の蒐集などを行い、別府大学アーカイブズ・センターの設立への道を拓いた。1970年代中頃に刊行された『宇佐市史』など、大分県内の多数の自治体史の編纂にも携わり、1980年代中頃に刊行された『竹田市史』では編纂責任者を務めた。

### 晩年
2004年（平成16年）には別府史談会の第4代会長に就任した。2009年（平成21年）3月に定年退職し、別府大学名誉教授の称号を授与された。2012年（平成24年）秋には瑞宝中綬章を受章した。2014年（平成26年）4月23日に死去した。享年79。竹田市立図書館は後藤重巳文庫を所蔵している。